# Privathospital og Hjertecenter Varde
Privathospital og Hjertecenter Varde er et privathospital i Varde. 
Privathospitalet etableredes i 1997 som hjertecenter med fokus på netop det hjertekirurgiske område. Det blev hurtigt et af landets førende hjerteafdelinger og i 2010 flyttede man til nye lokaler. Herefter opstod en periode med stor usikkerhed om, hvorvidt Region Syddanmark fortsat ville henvise patienter til hjertecentret eller sende dem til Odense Universitetshospital, da den sidstnævnte stod for landsdelsfunktionen. Til sidst lykkedes det at få en aftale med regionen og i 2012 udvides specialet med ortopædkirurgi.
 Der er for få eller ingen kildehenvisninger i denne artikel, hvilket er et problem. Du kan hjælpe ved at angive troværdige kilder til de påstande, som fremføres i artiklen.

|  | Denne artikel om en bygning eller et bygningsværk kan blive bedre, hvis der indsættes et (bedre) billede. Du kan hjælpe ved at afsøge Wikimedia Commons for et passende billede eller lægge et op på Wikimedia Commons med en af de tilladte licenser og indsætte det i artiklen. |

55°36′12.83″N 8°29′2.62″Ø / 55.6035639°N 8.4840611°Ø